# Annebault
Annebault település Franciaországban, Calvados megyében. Lakosainak száma 502 fő (2022. január 1.). Annebault Bourgeauville, Branville, Danestal és Valsemé községekkel határos.

## Népesség
A település népességének változása:
| Lakosok száma | 253  | 259  | 317  | 400  | 420  | 429  | 448  | 484  | 490  | 502  |
|               | 1968 | 1982 | 1990 | 2006 | 2013 | 2015 | 2017 | 2019 | 2020 | 2022 |